# Ștefan Rusu
Pour les articles homonymes, voir Rusu.
Ștefan Rusu (né le 2 février 1956) est un lutteur roumain spécialiste de la lutte gréco-romaine. Il participe aux Jeux olympiques d'été de 1976, aux Jeux olympiques d'été de 1980 et aux Jeux olympiques d'été de 1984. En 1976, il remporte la médaille d'argent en combattant dans la catégorie des poids légers. En 1980, il remporte le titre olympique en combattant toujours dans la catégorie des poids légers. Enfin, en 1984, il remporte la médaille de bronze en combattant dans la catégorie des poids moyens.

## Palmarès

### Jeux olympiques
- Jeux olympiques de 1976 à Montréal,  Canada
  -  Médaille d'argent.
- Jeux olympiques de 1980 à Moscou,  Union soviétique
  -  Médaille d'or.
- Jeux olympiques de 1984 à Los Angeles,  États-Unis
  -  Médaille de bronze.